# Lapin bélier
 (juin 2008).
Si vous disposez d'ouvrages ou d'articles de référence ou si vous connaissez des sites web de qualité traitant du thème abordé ici, merci de compléter l'article en donnant les références utiles à sa vérifiabilité et en les liant à la section « Notes et références ».

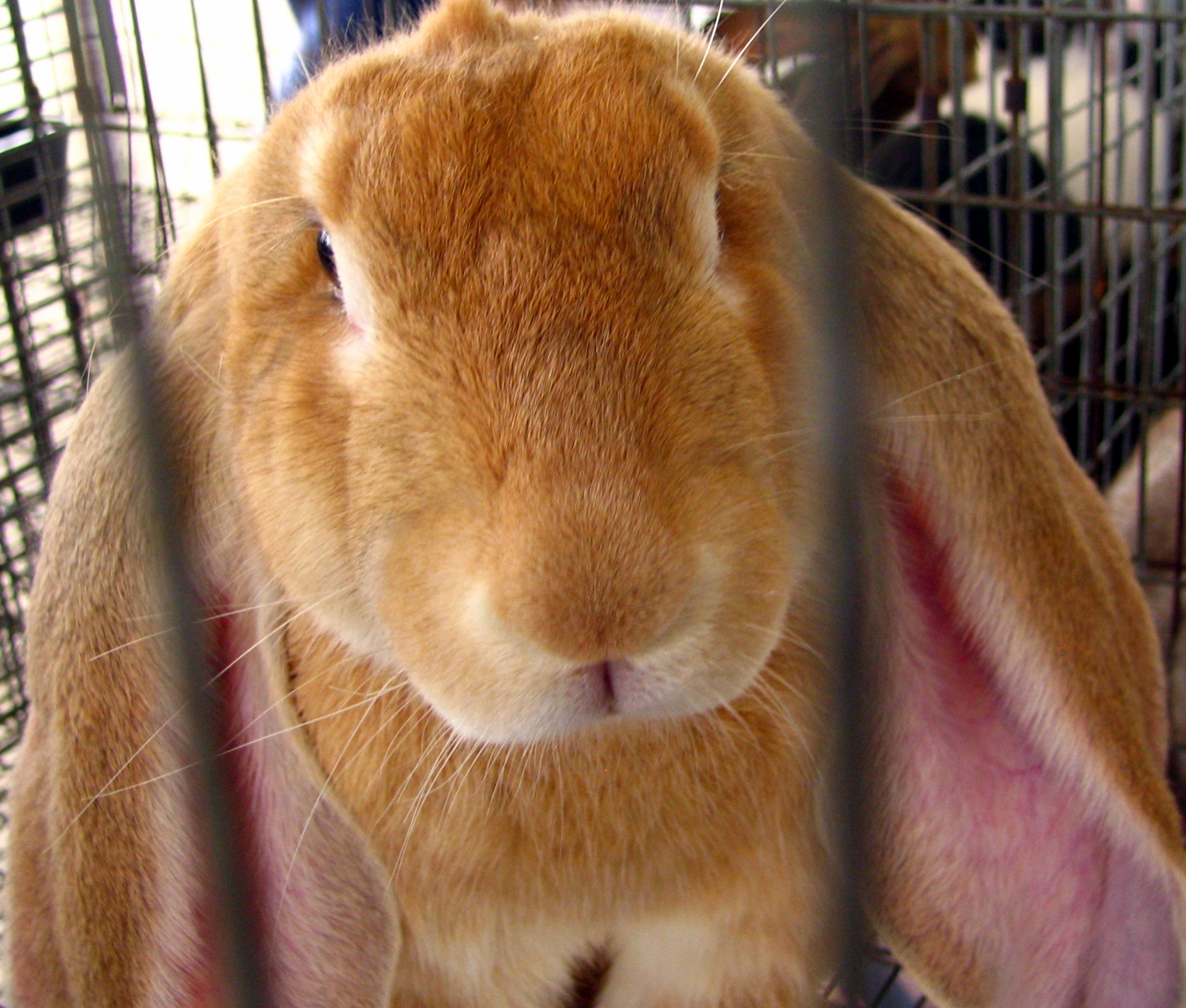
Lapin bélier.

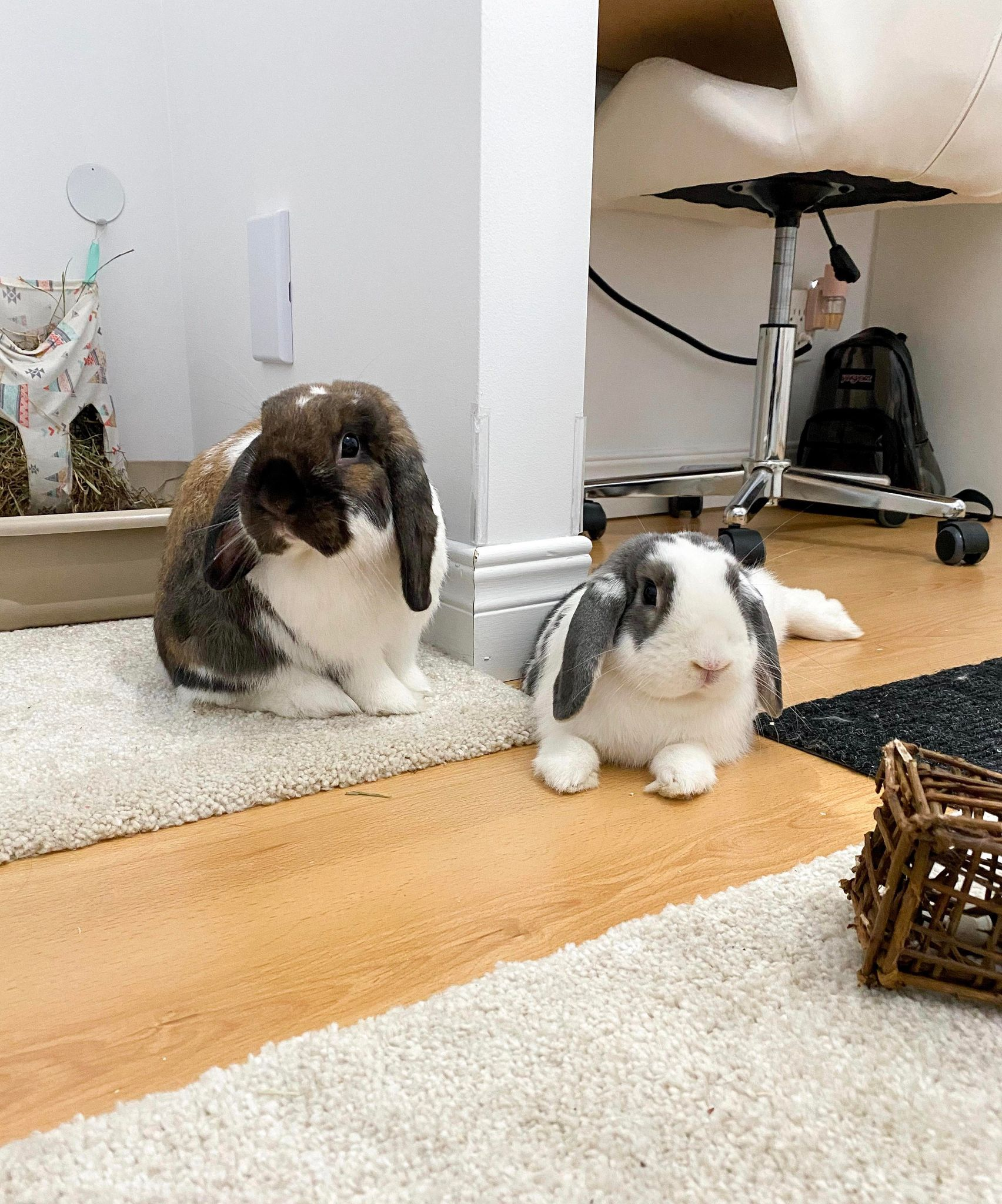
Deux lapins béliers hollandais.

Le lapin bélier, ou lope, est une variété de lapin domestique, se distinguant principalement des autres par ses oreilles tombantes. Sa fourrure est soyeuse et assez dense, ce qui donne souvent à l'animal une apparence de peluche trapue.

## Élevage et biologie

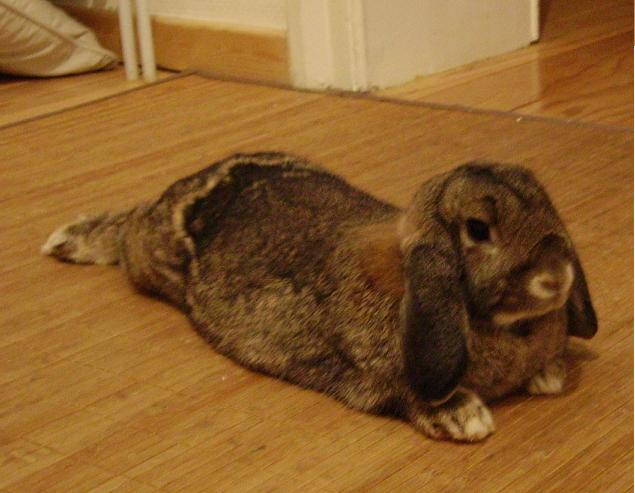
Lapin bélier nain gris fer.

## Les races

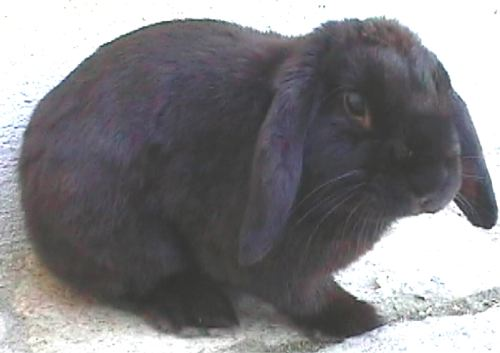
Nain bélier.

Il existe plusieurs races. Leur poids pouvant aller d'1 kg à +/-8 kg pour les plus gros (bélier français). Toutes les sortes de béliers sont connues pour leur caractère doux, se laissant facilement porter et cajoler. Ils sont parfois surnommés « lapins-peluches ».
La fédération française de cuniculiculture reconnaît, par ordre de taille :
- le bélier français est originaire de France. C'est une race de grande taille, son poids allant de 4,5 kg à 6,5 kg. Ses oreilles ont une envergure variant entre 38 et 45 cm (idéal 42 cm) ;

- le bélier anglais est originaire d'Angleterre. C'est une race de taille grosse caractérisée par ses oreilles démesurées, leur envergure variant entre 55 et 64 cm. Son poids varie entre 3,5 et 5,5 kg ;

- le petit bélier est originaire d'Allemagne. Son poids varie entre 2,6 et 3,5 kg ;

- le nain bélier est originaire des Pays-Bas. Son poids idéal va de 1,4 kg à 1,8 kg et peut aller jusqu'à 2 kg (maximum). Ses oreilles peuvent mesurer entre 8 et 10 cm selon la taille de sa mère. Il est principalement originaire d'un croisement entre un bélier français et un bélier anglais (pour le type), mais aussi avec du nain de couleur, pour la petite taille. Il est différent du Minilop, car il ne possède pas le gène du nanisme. Le bélier nain, contrairement au lapin angora nain ou nain de couleur, ne possède pas le gène du nanisme mais est seulement issu d'une sélection de lapins de petit gabarit. Un bélier nain pesant plus de 2 kg n'est pas considéré comme tel.

Autre race non officielle de lapins bélier :

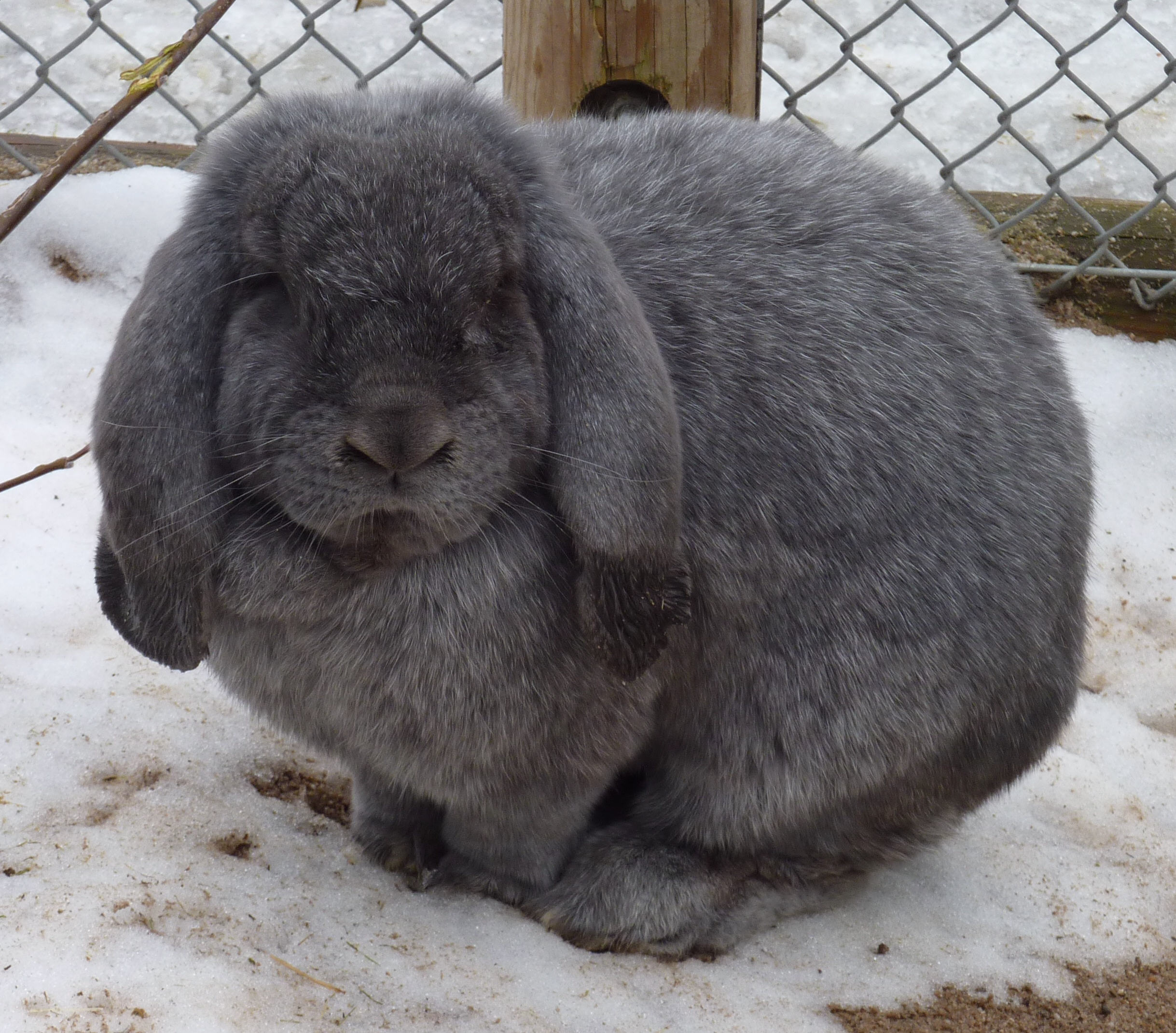
Bélier de Meissen.

- le bélier de Meissen (ou meissner) : originaire d'Allemagne, c'est un lapin argenté proche des standards du bélier français[3].

## Histoire
C'est à Adrian De Cock, un éleveur cunicole hollandais, que l'on doit la sélection du lapin nain bélieren 1949. En effet, cet éleveur était un fervent admirateur du lapin nain (moins de 1,5 kg) ainsi que du bélier français. Toutefois, il pensait que ce dernier était très largement désavantagé par sa grande taille (plus de 5,5 kg). Il entreprit donc de croiser ces deux races en vue d'obtenir une version miniature du bélier français. En 1952, Adrian de Cock éleva les premiers spécimens qui pesaient 1,5 kg.
Un lapin peut vivre pendant une dizaine d'années, mais l'âge le plus élevé est de 18 ans.